# Pontoperla katherinae
Pontoperla katherinae är en bäcksländeart som först beskrevs av Boris Ivan Balinsky 1950.  Pontoperla katherinae ingår i släktet Pontoperla och familjen blekbäcksländor. Inga underarter finns listade i Catalogue of Life.